# Yuvvraaj
Yuvvraaj è un film del 2008 diretto da Subhash Ghai.

## Trama
Deven Yuvvraaj "Dev" Singh (Salman Khan) è un cantante in difficoltà che il dottor P. K. Banton (Boman Irani), il padre della sua ragazza Anushka (Katrina Kaif), non ama perché non è ricco e a volte è piuttosto negligente. Firma un accordo per diventare miliardario in 40 giorni. Per acquisire questa ricchezza, deve affrontare un viaggio emotivo sulle montagne russe di gioia e dolore con i suoi due fratelli separati, Gyanesh Kumar Yuvvraaj Singh (Anil Kapoor) e Danny Yuvvraaj Singh (Zayed Khan), che incontra dopo 12 anni. Dopo averli incontrati, è scioccato nel vedere che suo padre ha lasciato tutto al Gyanesh con problemi mentali. Quindi sia Danny che Deven si accordano per truffare il fratello con i suoi soldi. Il tentativo di Danny di ricattare Gyanesh per farlo mentire di fronte ad alcuni avvocati fallisce e lui aggredisce Gyanesh. Deven interviene e fa il bravo ragazzo e aiuta Gyanesh e lo porta in Austria nel tentativo di conquistarlo. Lì Anushka e Gyanesh vanno molto d'accordo e lei è stupita dal suo talento canoro. Lo fa entrare nella sua orchestra che dovrebbe esibirsi davanti a migliaia di persone. Deven diventa geloso quando Anushka e Gyanesh vanno così d'accordo, ma impara presto ad amare suo fratello.
Danny, ora senza un soldo e cacciato da tutti i club di lusso, perde la sua ragazza. Si incontra con Deven e Gyanesh e tutti diventano di nuovo fratelli affettuosi e dimenticano i soldi. Lo zio materno di Deven e Danny e la sua famiglia decidono di avvelenare Gyanesh per ottenere i suoi soldi. Mostrano a Gyanesh una registrazione di Deven e Danny che complottano per truffare Gyanesh con i suoi soldi, cosa che gli spezza il cuore. Quindi scambiano il suo inalatore con uno contenente veleno e se ne vanno. Gyanesh, scioccato e senza fiato, usa il suo inalatore e litiga con i suoi fratelli che si rendono conto di essere a conoscenza del loro complotto. Un Gyanesh con il cuore spezzato si esibisce sul palco quando Deven si presenta e fanno un duetto con Deven che canta del perdono. Sul palco Gyanesh crolla e Deven lo porta in ospedale mentre Danny convince la polizia ad arrestare i membri della famiglia che hanno cercato di avvelenare Gyanesh. In ospedale, Deven viene informato che l'unico medico disponibile è il dottor Banton che si rifiuta di aiutare. Il dottor Banton lo accusa di volere che Gyanesh sopravviva solo per i soldi in modo da poter sposare sua figlia, ma Deven si rompe e dice al dottor Banton che se salva Gyanesh non sposerà Anushka dicendo che vuole solo tenere unita la sua famiglia. Il dottor Banton è scioccato dal senso di responsabilità di Deven e salva Gyanesh. Quindi permette a Deven di sposare Anushka ora che è diventato un uomo differente, capace di prendersi cura della sua famiglia. Il finale è una scena di ballo con il cast e la troupe del film.